# 2014 FIFAワールドカップ・ヨーロッパ予選グループB
このページは、2014 FIFAワールドカップ・ヨーロッパ予選のグループBの結果をまとめたものである。このグループは、イタリア、デンマーク、チェコ、ブルガリア、アルメニア、マルタの6カ国からなる。
1位通過チームはそのまま2014 FIFAワールドカップ本大会出場が決まる。各グループ2位のチームのうち、成績上位の8チームを2チームずつ4組に分け、ホーム・アンド・アウェー方式で対戦を行う。各勝者が本大会出場権を得る。
なお、グループリーグ各組2位のチームの成績を比較する際、6チームが属するグループのチームについては、チーム数を合わせて比較するため、当該グループの最下位チームとの対戦戦績を除外する。
このレギュレーションにより、2位のデンマークは、他の組を含めた9チームの2位の中での勝ち点成績により最下位となったため、今予選をもっての敗退が決まった。

## 順位表
| チーム     | 勝点 | 試合 | 勝利 | 引分 | 敗戦 | 得点 | 失点 | 点差 |
| ---------- | ---- | ---- | ---- | ---- | ---- | ---- | ---- | ---- |
| イタリア   | 22   | 10   | 6    | 4    | 0    | 19   | 9    | +10  |
| デンマーク | 16   | 10   | 4    | 4    | 2    | 17   | 12   | +5   |
| チェコ     | 15   | 10   | 4    | 3    | 3    | 13   | 9    | +4   |
| ブルガリア | 13   | 10   | 3    | 4    | 3    | 14   | 9    | +5   |
| アルメニア | 13   | 10   | 4    | 1    | 5    | 12   | 13   | -1   |
| マルタ     | 3    | 10   | 1    | 0    | 9    | 5    | 28   | -23  |

| チーム  | チーム     | AWAY         | AWAY           | AWAY       | AWAY           | AWAY           | AWAY       |
| チーム  | チーム     | イタリアの旗 | デンマークの旗 | チェコの旗 | ブルガリアの旗 | アルメニアの旗 | マルタの旗 |
| ------- | ---------- | ------------ | -------------- | ---------- | -------------- | -------------- | ---------- |
| H O M E | イタリア   | X            | 3-1            | 2-1        | 1-0            | 2-2            | 2-0        |
| H O M E | デンマーク | 2-2          | X              | 0-0        | 1-1            | 0-4            | 6-0        |
| H O M E | チェコ     | 0-0          | 0-3            | X          | 0-0            | 1-2            | 3-1        |
| H O M E | ブルガリア | 2-2          | 1-1            | 0-1        | X              | 1-0            | 6-0        |
| H O M E | アルメニア | 1-3          | 0-1            | 0-3        | 2-1            | X              | 0-1        |
| H O M E | マルタ     | 0-2          | 1-2            | 1-4        | 1-2            | 0-1            | X          |

## 競技日程と結果
競技日程は、2011年11月28日にチェコ・プラハで行われたミーティングによって決定された。
| 2012年9月7日 20:00 (UTC+2) |

| マルタ | 0 - 1    | アルメニア      |
|        | レポート | サルキソフ 70分 |

| タカリ国立競技場（タカリ） 観客数: 3,517人 主審: レネ・アイスナー |

| 2012年9月7日 21:45 (UTC+3) |

| ブルガリア                      | 2 - 2    | イタリア                |
| マノレフ 30分 · G.ミラノフ 66分 | レポート | オスヴァルド 36分, 40分 |

| ヴァシル・レフスキ国立競技場（ソフィア） 観客数: 12,993人 主審: マーティン・アトキンソン |

| 2012年9月8日 20:15 (UTC+2) |

| デンマーク | 0 - 0    | チェコ |
|            | レポート |        |

| パルケン・スタディオン（コペンハーゲン） 観客数: 24,004人 主審: ヴォルフガング・シュタルク |

| 2012年9月11日 21:00 (UTC+3) |

| ブルガリア    | 1 - 0    | アルメニア |
| マノレフ 43分 | レポート |            |

| ヴァシル・レフスキ国立競技場（ソフィア） 観客数: 17,883人 主審: シュテファン・シュトゥーダー |

| 2012年9月11日 20:45 (UTC+2) |

| イタリア                              | 2 - 0    | マルタ |
| デストロ 5分 · コーエン 90+2分 (o.g.) | レポート |        |

| スタディオ・アルベルト・ブラーリア（モデナ） 観客数: 18,000人 主審: アンティ・ムヌッカ |

| 2012年10月12日 18:00 (UTC+2) |

| チェコ                                                | 3 - 1    | マルタ        |
| ゲブレ・セラシエ 34分 · ペクハルト 52分 · レゼク 67分 | レポート | ブリファ 38分 |

| スタディオン・メスタ・プルズネ（プルゼニ） 観客数: 10,358人 主審: アナール・サルマノフ |

| 2012年10月12日 21:00 (UTC+4) |

| アルメニア        | 1 - 3    | イタリア                                                 |
| ムヒタリアン 28分 | レポート | ピルロ 11分 (pen.) · デ・ロッシ 64分 · オスヴァルド 82分 |

| ラズダン・スタジアム（エレバン） 観客数: 25,000人 主審: マリヨ・ストラホニャ |

| 2012年10月12日 21:00 (UTC+3) |

| ブルガリア     | 1 - 1    | デンマーク      |
| ランゲロフ 7分 | レポート | ベントナー 40分 |

| ヴァシル・レフスキ国立競技場（ソフィア） 観客数: 20,780人 主審: トニー・シャプロン |

| 2012年10月16日 20:00 (UTC+2) |

| チェコ | 0 - 0    | ブルガリア |
|        | レポート |            |

| レトナ・スタジアム（プラハ） 観客数: 16,163人 主審: ウラジスラフ・ベズボロドフ |

| 2012年10月16日 20:45 (UTC+2) |

| イタリア                                                | 3 - 1    | デンマーク        |
| モントリーヴォ 33分 · デ・ロッシ 37分 · バロテッリ 54分 | レポート | クヴィスト 45+1分 |

| スタディオ・ジュゼッペ・メアッツァ（ミラノ） 観客数: 37,027人 主審: ダミル・スコミナ |

| 2013年3月22日 18:00 (UTC+2) |

| ブルガリア                                                                  | 6 - 0    | マルタ |
| トネフ 6分, 38分, 68分 · I. ポポフ 47分 · ガルゴロフ 55分 · イヴァノフ 78分 | レポート |        |

| ヴァシル・レフスキ国立競技場（ソフィア） 観客数: 0人 主審: エイタン・シュメウレヴィッチ |

| 2013年3月22日 20:30 (UTC+1) |

| チェコ | 0 - 3    | デンマーク                                        |
|        | レポート | コルネリウス 57分 · ケアー 67分 · ジムリング 82分 |

| アンドリューヴ・スタディオン（オロモウツ） 観客数: 12,288人 主審: マヌエル・デ・ソウザ |

| 2013年3月26日 20:00 (UTC+4) |

| アルメニア | 0 - 3    | チェコ                                  |
|            | レポート | ヴィドラ 47分, 81分 · コラーシュ 90+4分 |

| ハンラペタカン・スタジアム（エレバン） 観客数: 14,403人 主審: クリスティアン・バライ |

| 2013年3月26日 20:15 (UTC+1) |

| デンマーク           | 1 - 1    | ブルガリア    |
| アッゲル 63分 (pen.) | レポート | マノレフ 51分 |

| パルケン・スタディオン（コペンハーゲン） 観客数: 22,357人 主審: フラト・アイドゥヌス |

| 2013年3月26日 20:45 (UTC+1) |

| マルタ | 0 - 2    | イタリア                    |
|        | レポート | バロテッリ 8分 (pen.), 45分 |

| タカリ国立競技場（タカリ） 観客数: 17,011人 主審: セルダル・ギョジュビュユク |

| 2013年6月7日 20:00 (UTC+4) |

| アルメニア | 0 - 1    | マルタ       |
|            | レポート | ミフスド 8分 |

| ハンラペタカン・スタジアム（エレバン） 観客数: 8,500人 主審: アーノルド・ハンター |

| 2013年6月7日 20:45 (UTC+2) |

| チェコ | 0 - 0    | イタリア |
|        | レポート |          |

| レトナ・スタジアム（プラハ） 観客数: 18,235人 主審: スヴェイン・オッドヴァル・モエン |

| 2013年6月11日 20:15 (UTC+2) |

| デンマーク | 0 - 4    | アルメニア                                                   |
|            | レポート | モフシシャン 1分, 59分 · オズビリズ 19分 · ムヒタリアン 82分 |

| パルケン・スタディオン（コペンハーゲン） 観客数: 14,284人 主審: アレクセイ・ニコラエフ |

| 2013年9月6日 18:00 (UTC+2) |

| チェコ          | 1 - 2    | アルメニア                            |
| ロシツキー 70分 | レポート | ムクルチアン 31分 · ガザリアン 90+2分 |

| シノー・ティップ・アレナ（プラハ） 観客数: 17,628人 主審: アントニー・ゴーティエ |

| 2013年9月6日 20:00 (UTC+2) |

| マルタ        | 1 - 2    | デンマーク                                |
| ファイラ 38分 | レポート | アンドレアセン 2分 · カミレリ 52分 (o.g.) |

| タカリ国立競技場（タカリ） 観客数: 5,576人 主審: アナスタシオス・シディロプロス |

| 2013年9月6日 20:45 (UTC+2) |

| イタリア            | 1 - 0    | ブルガリア |
| ジラルディーノ 38分 | レポート |            |

| スタディオ・レンツォ・バルベラ（パレルモ） 観客数: 28,662人 主審: カルロス・ベラスコ・カルバージョ |

| 2013年9月10日 20:00 (UTC+4) |

| アルメニア | 0 - 1    | デンマーク           |
|            | レポート | アッゲル 73分 (pen.) |

| ラズダン・スタジアム（エレバン） 観客数: 23,000人 主審: バス・ネイハイス |

| 2013年9月10日 20:00 (UTC+2) |

| マルタ      | 1 - 2    | ブルガリア                         |
| ヘレラ 78分 | レポート | ディミトロフ 9分 · ガルゴロフ 59分 |

| タカリ国立競技場（タカリ） 観客数: 4,884人 主審: アレクサンドル・トゥドール |

| 2013年9月10日 20:45 (UTC+2) |

| イタリア                                   | 2 - 1    | チェコ        |
| キエッリーニ 51分 · バロテッリ 54分 (pen.) | レポート | コザーク 19分 |

| ユヴェントス・スタジアム（トリノ） 観客数: 35,299人 主審: ヨナス・エリクソン |

| 2013年10月11日 19:00 (UTC+4) |

| アルメニア                            | 2 - 1    | ブルガリア    |
| オズビリズ 45+1分 · モフシシャン 87分 | レポート | I.ポポフ 61分 |

| ラズダン・スタジアム（エレバン） 観客数: 11,000人 主審: フェリックス・ブリヒ |

| 2013年10月11日 19:30 (UTC+2) |

| マルタ        | 1 - 4    | チェコ                                                                 |
| ミフスド 47分 | レポート | ヒューブシュマン 3分 · ラファタ 34分 · カドレツ 51分 · ペクハルト 90分 |

| タカリ国立競技場（タカリ） 観客数: 4,530人 主審: マテイ・ユグ |

| 2013年10月11日 20:15 (UTC+2) |

| デンマーク              | 2 - 2    | イタリア                                |
| ベントナー 45+1分, 79分 | レポート | オスヴァルド 28分 · アクイラーニ 90+1分 |

| パルケン・スタディオン（コペンハーゲン） 観客数: 35,305人 主審: ステファン・ラノワ |

| 2013年10月15日 21:15 (UTC+2) |

| ブルガリア | 0 - 1    | チェコ        |
|            | レポート | ドチカル 52分 |

| ヴァシル・レフスキ国立競技場（ソフィア） 観客数: 25,464人 主審: カッシャイ・ヴィクトル |

| 2013年10月15日 20:15 (UTC+2) |

| デンマーク                                                                                 | 6 - 0    | マルタ |
| ラスムセン 8分, 74分 · アッゲル 11分 (pen.), 39分 (pen.) · ビェラン 28分 · ニールセン 84分 | レポート |        |

| パルケン・スタディオン（コペンハーゲン） 観客数: 11,479人 主審: アレクサンダル・ストフレフ |

| 2013年10月15日 20:45 (UTC+2) |

| イタリア                            | 2 - 2    | アルメニア                           |
| フロレンツィ 24分 · バロテッリ 76分 | レポート | モフシシャン 4分 · ムヒタリアン 70分 |

| スタディオ・サン・パオロ（ナポリ） 観客数: 22,000人 主審: マイケル・オリヴァー |